# Sonnberg im Mühlkreis
Sonnberg im Mühlkreis är en ort och  kommun i Österrike. Den ligger i distriktet Urfahr-Umgebung i förbundslandet Oberösterreich,  150 kilometer väster om huvudstaden Wien. 
Kommunen består av fyra orter (Ortschaften) (inom parentes invånarantal 1 januari 2024):
- Albrechtschlag (24)
- Dreiegg (275)
- Rudersbach (534)
- Sonnberg (291)